# Château de Mavaleix
Le château de Mavaleix est un château français implanté sur la commune de Chalais dans le département de la Dordogne, en région Nouvelle-Aquitaine.
En 1947, il fait l'objet d'une inscription au titre des monuments historiques.

## Présentation
Le château de Mavaleix se situe à l'est de la commune de Chalais (anciennement Chaleix), à environ 500 mètres de la route nationale 21, entre La Coquille, cinq kilomètres au nord, et Thiviers, dix kilomètres au sud.
C'est une propriété privée reconvertie en hôtel-restaurant, gîte d'étape et chambres d'hôtes.
Il est inscrit au titre des monuments historiques depuis le 16 décembre 1947.

## Historique
Le château est bâti au XIIIe siècle et reconstruit au XVIe siècle. C'était la demeure des maîtres de forges Grenouillet de Mavaleix situées à quelques centaines de mètres au nord-est, à proximité de la Valouse.
Dernière lignée de maîtres de forge à Mavaleix, les Grenouillet ont vendu le château en 1980. Mais cette famille comprenait de nombreuses autres dynasties de maîtres de forge. Originaires de Franche-Comté, au XVIIIe siècle, ils avaient importé avec excellence la méthode d'affinage franc-comtoise et avaient dirigé notamment la plupart des forges du Berry où ils s'étaient aussi établis. En Périgord, ils étaient alliés à d'autres illustres familles de maîtres de forges : Pasquet de Salagnac, de Lignac, Bugeaud de La Piconnerie... du pays d'Excideuil.
Le général Bazaine y aurait fait halte après son évasion de l'île Sainte-Marguerite et avant son exil espagnol.

## Galerie

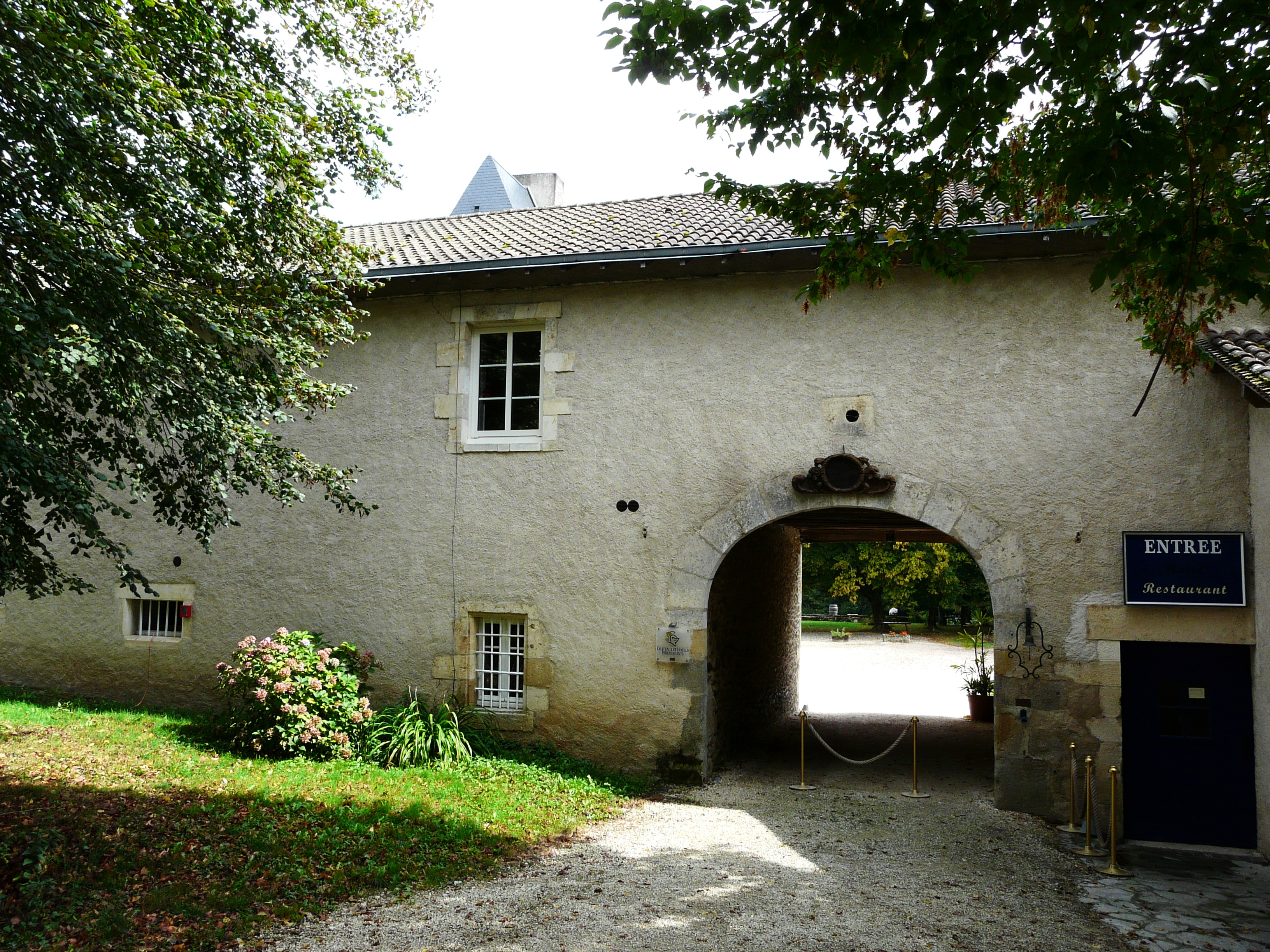
Le porche d'entrée.
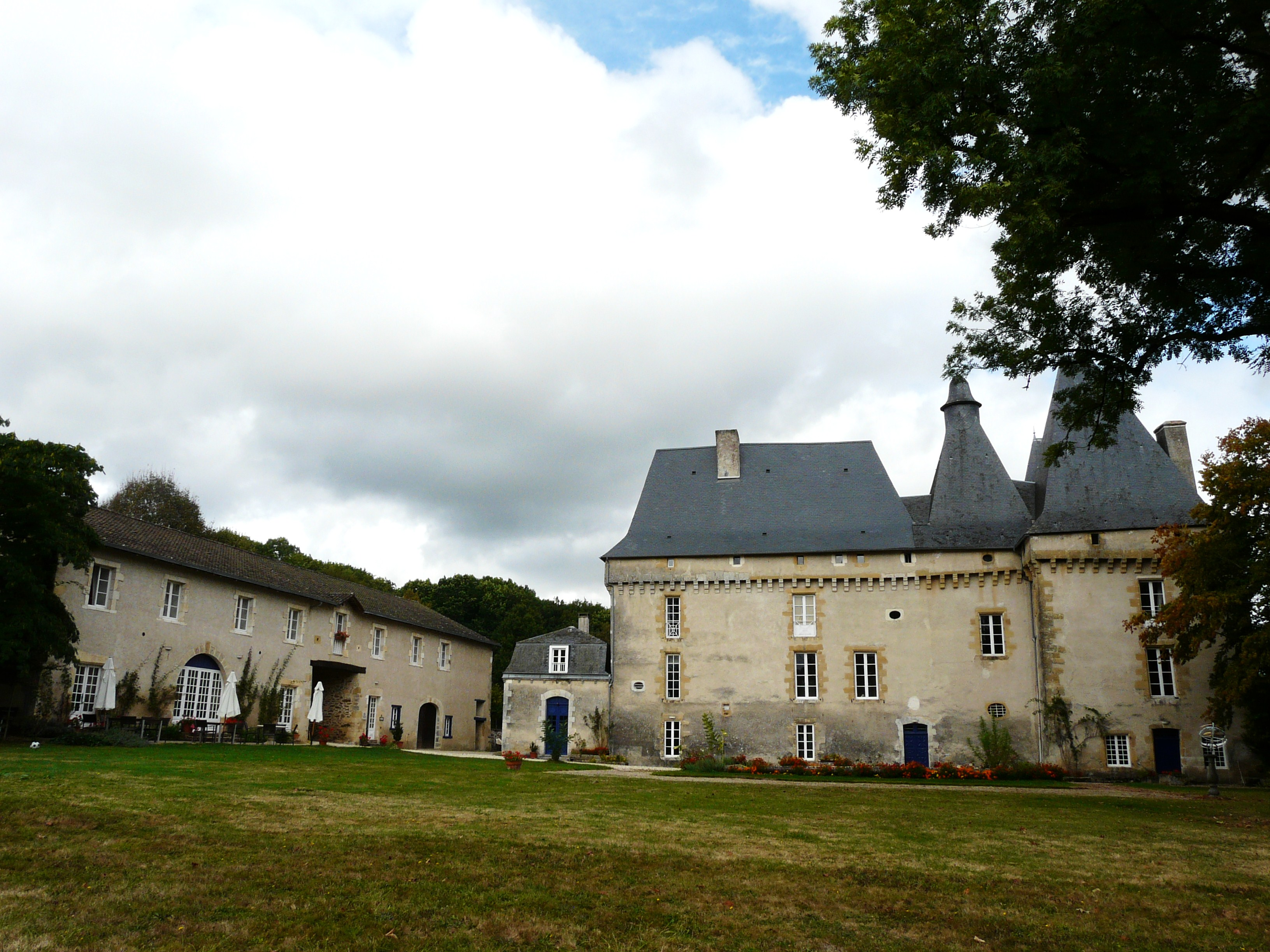
L'ensemble des bâtiments.
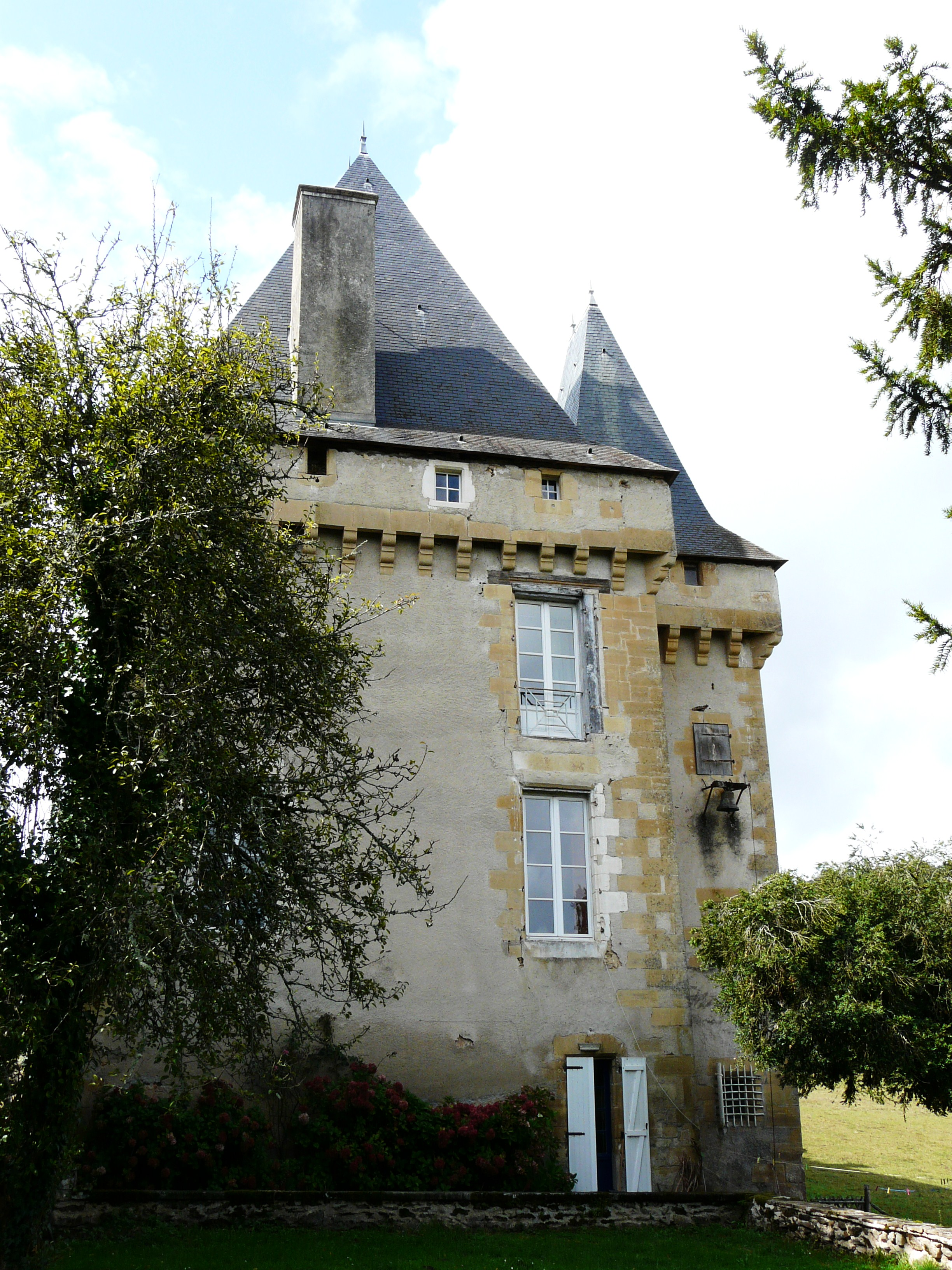
Le côté est.
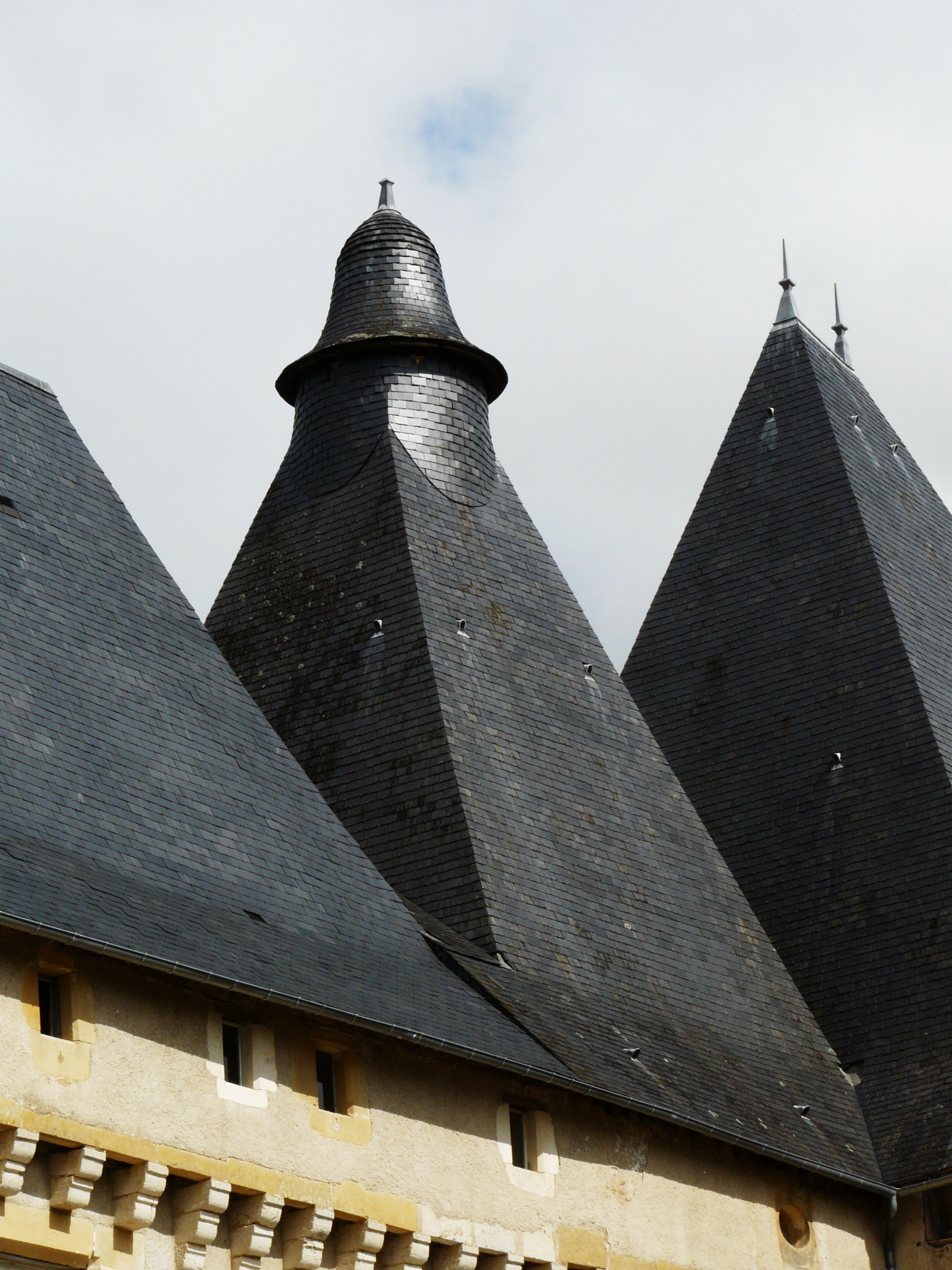
Le toit en forme de chapeau de marquis.